# 迪奧古迪瓦斯孔塞盧斯
迪奧古迪瓦斯孔塞盧斯（葡萄牙語：Diogo de Vasconcelos）是一個位於巴西東南部米納斯吉拉斯州的市鎮，始建於1962年9月8日，毗鄰的市鎮有馬里亞納、阿卡亞卡、皮兰加、瓜拉西亚巴。現任市長為多明戈斯·安圖內斯·迪弗雷塔（葡萄牙語：Domingos Antunes de Freita）。

## 歷史
迪奧古迪瓦斯孔塞盧斯地区原属于馬里亞納，經市鎮獨立運動後於1962年12月30日得到正式承认，成为一个獨立市鎮。另外，官方將迪奧古迪瓦斯孔塞盧斯的「生日」訂於9月8日，並於1963年該日首次進行慶祝。

## 經濟

### 生產總值
巴西地理統計局2014年統計，迪奧古迪瓦斯孔塞盧斯年生產總值68.9萬雷亞爾，人均GDP為5922.35雷亞爾。

### 人類發展指數
根據2010年聯合國開發計劃署的資料，迪奧古迪瓦斯孔塞盧斯的人類發展指數為0,601，屬於中度發展。

## 人口
根據巴西地理統計局於2018年的估計，迪奧古迪瓦斯孔塞盧斯共有3,814人，面積165.091平方公里，平均人口密度為23.10人/km2。其中，大部分人口居住在农村地区，约占全市的78％。

## 外部鏈結
- 迪奧古迪瓦斯孔塞盧斯市長官方網站 （页面存档备份，存于）
- 迪奧古迪瓦斯孔塞盧斯市政廳[永久]
- 迪奧古迪瓦斯孔塞盧斯在IBGE上的資料 （页面存档备份，存于）